# LUKoil
LUKoil (russo:ЛУКОЙЛ)  è una multinazionale russa dell'energia con sede a Mosca, specializzata nel settore dell'estrazione, produzione, trasporto e vendita di petrolio, gas naturale, prodotti petroliferi ed elettricità. È stata costituita nel 1991 dalla fusione di tre società statali della Siberia occidentale. Le compagnie originali presero il nome dalle rispettive città dell'Okrug autonomo di Khanty-Mansi, in cui ciascuna aveva sede; Langepasneftegaz, Urayneftegaz e Kogalymneftegaz. Il suo nuovo nome è la combinazione dell'acronimo LUK (iniziali delle città produttrici di petrolio di Langepas, Uray, Kogalym) e della parola inglese "oil". 
Lukoil è la seconda azienda più grande in Russia dopo Gazprom e la più grande impresa non statale del paese in termini di entrate, con 4.744 miliardi di euro nel 2018. Nel 2020 Lukoil è stata classificata  in Forbes Global 2020 come la 99ª società pubblica più grande del mondo. A livello internazionale, è uno dei maggiori produttori mondiali di petrolio greggio, nel 2022 ha prodotto circa il 2% del petrolio mondiale con entrate pari a 2,9 trilioni di rubli. Nello stesso anno, la società è stata colpita dalle sanzioni economiche generate dall'invasione russa dell'Ucraina, portando alle dimissioni del fondatore, Vagit Alekperov. Il 1º settembre muore il presidente del CdA Ravil Maganov in circostanze poco chiare. Qualche mese prima, in maggio, era morto un altro ex manager di Lukoil.

## Storia
"L'olio di Langepas, Uray e Kogalym (Lukoil) è stato istituito dal Consiglio dei Ministri dell'Unione Sovietica con decreto n. 18 il 25 novembre 1991, come impresa statale. Nella nuova società, tre società di produzione petrolifera, Langepasneftegaz, Uraineftegaz e Kogalymneftegaz, la società di trasformazione Permnefteorgsintez e le raffinerie di Volgograd e Novosibirsk (quest'ultima passò presto sotto il controllo delle autorità del Bashkortostan). 
La figura centrale nella fondazione della società fu il vice ministro sovietico della produzione petrolifera Vagit Alekperov. Arrivò a credere che l'unico modo in cui i russi potevano competere con le aziende occidentali era copiare il loro modello di business. Ciò significava integrare verticalmente i tre rami dell'industria – esplorazione, raffinazione e distribuzione – che erano strettamente separati sotto il vecchio sistema sovietico. 

### Anni 1990
Il 5 aprile 1993, Lukoil si è trasformata da impresa statale a società per azioni privata aperta in base al decreto presidenziale n. 1403 del 17 novembre 1992.
Nel 1994, Lukoil è diventata la prima società a iniziare a offrire azioni sul nuovo sistema di trading russo. Il giacimento petrolifero di Filanovsky è stato scoperto e gestito da Lukoil. 
Nel 1995, Lukoil controllava le partecipazioni di nove imprese di produzione di petrolio, commercializzazione e servizi nella Siberia occidentale, negli Urali e nell'Oblast di Volgograd al fine di rispettare il decreto governativo n. 861 del 1º settembre 1995. Nello stesso anno, una quota del 5% di Lukoil è stata venduta dallo Stato con un minimo superamento del prezzo di partenza in un'asta.  Nel novembre 1995, Lukoil ha presentato alla Securities and Exchange Commission degli Stati Uniti la richiesta di emettere ricevute di deposito americane sui mercati azionari occidentali. Ciò ha permesso agli investitori statunitensi, per la prima volta, di poter acquistare azioni di una società russa. 
Nel 1997, Lukoil ha firmato un contratto con il Ministero del Petrolio iracheno per lo sviluppo e la produzione del secondo stadio del giacimento petrolifero West Qurna-2. Dopo che il regime di Saddam Hussein è stato rovesciato, il progetto è stato sospeso e successivamente terminato. 
Nel 1999, Lukoil ha acquisito numerose imprese come la raffineria di petrolio di Odessa in Ucraina, la raffineria di petrolio di Burgas in Bulgaria (attivando una rete di 200 stazioni di servizio) e KomiTEK. 
Con la caduta dell'Unione Sovietica e l'avvento di concorrenti internazionali, in particolar modo la BP, Lukoil avviò al termine degli anni '90 una campagna di potenziamento e valorizzazione del proprio brand e di rinnovamento dei propri impianti, per rafforzare la propria posizione sul mercato russo.

### Anni 2000-2010
Nel 2000 LUKoil entrò negli Stati Uniti acquistando le stazioni di servizio della Getty Oil; in seguito decise di lasciare il nord-est e le rivendette alla ConocoPhillips. Nel settembre 2004, ConocoPhillips ha rilevato una partecipazione del 7,6% in Lukoil per circa 2 miliardi di dollari. Secondo alcuni commentatori, la conclusione di questo accordo era stata pianificata in precedenza in un incontro personale tra il presidente russo Vladimir Putin e il presidente e amministratore delegato di ConocoPhillips, James Mulva. Dopo l'asta, Lukoil e ConocoPhillips hanno annunciato la creazione di un'alleanza strategica. Successivamente, la società americana ha aumentato la sua partecipazione al 20% in Lukoil e ha venduto alla società russa parte della sua rete di stazioni di servizio negli Stati Uniti e nell'Europa occidentale. Le due compagnie petrolifere hanno anche concordato di sviluppare congiuntamente un giacimento di petrolio e gas nell'area settentrionale di Timan-Pechora in Russia (Repubblica di Komi) e intendevano assicurarsi i diritti per sviluppare il giacimento di West Qurna in Iraq, uno dei più grandi del paese.  
Alla fine del 2004 la società possedeva 5.405 stazioni di servizio in diversi paesi. Nel 2005 acquisì 779 stazioni di servizio dalla ExxonMobil e l'anno successivo le trasformò in stazioni con il proprio marchio. 
Il vice primo ministro dell'Uzbekistan Ergash Shaismatov annunciò il 30 agosto 2006 che il governo uzbeko e un consorzio internazionale composto da Uzbekneftegaz, Lukoil Overseas, Petronas, Korea National Oil Corporation e China National Petroleum Corporation avevano firmato un accordo di condivisione della produzione per esplorare e sviluppare giacimenti di petrolio e gas nel Lago d'Aral, affermando che "il Lago d'Aral è in gran parte sconosciuto, ma è molto promettente in termini di ricerca di petrolio e gas. Il rischio c'è certo, ma noi crediamo nel successo di questo progetto unico". Nel dicembre 2006, Lukoil ha annunciato l'acquisizione di 376 stazioni di rifornimento in sei paesi europei: Belgio, Repubblica Ceca, Finlandia, Ungheria, Polonia e Slovacchia, da ConocoPhillips. 
Nel 2007, Lukoil ha costituito una joint-venture con Gazprom e nel 2008 ne ha realizzata un'altra con la compagnia petrolifera italiana ERG rilevando il 49% dello stabilimento petrolchimico di Priolo Gargallo in Sicilia. Attraverso l'esercizio di successive opzioni put sulle restanti quote ERG, la partecipazione di LUKoil nella joint-venture ISAB è cresciuta al 60% nel 2011. Nel settembre 2012 la Lukoil ha acquistato l'80% delle quote, comprando infine anche il restante 20% a fine 2013. 
Nel 2009, Lukoil e la compagnia petrolifera norvegese Statoil hanno vinto un'offerta pubblica d'acquisto per lo sviluppo del giacimento di West Qurna in Iraq. Tuttavia, all'inizio del 2012, Statoil si è ritirata dal progetto, con il risultato che Lukoil ha consolidato il 75% dello sviluppo del giacimento petrolifero.

### Dal 2020 ad oggi
Al 2022, prima della guerra tra Russia e Ucraina, LUKoil vendeva la sua benzina in 59 soggetti federali della Russia attraverso una fitta rete di stazioni di servizio; era presente anche in altri paesi (Azerbaigian, Bielorussia, Bulgaria, Cipro, Repubblica Ceca, Croazia, Estonia, Finlandia, Georgia, Italia, Lettonia, Lituania, Macedonia del Nord, Moldavia, Montenegro, Polonia, Romania, Serbia, Stati Uniti d'America, Ucraina e Ungheria). 
Nel 2022 la società ha acquisito la squadra di calcio Spartak Mosca e lo Stadio Spartak.
Nel 2024, LUKOIL ha lasciato il mercato ungherese ed è stata sostituita da Orlen.

Nel 2025 sono presenti distributori LUKoil anche in Turchia.

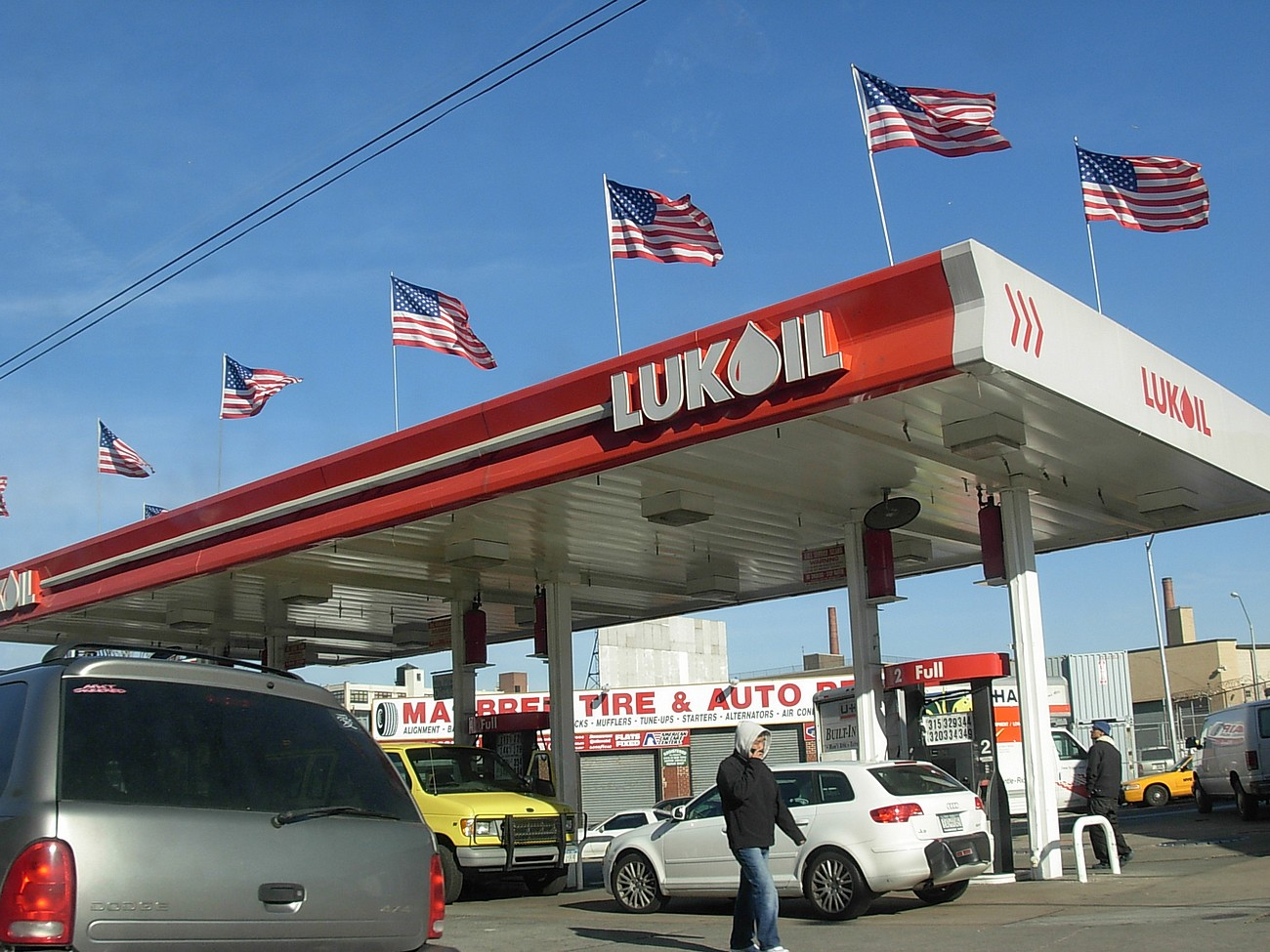
Stazione di servizio LUKoil a New York